# Georg Sulzer (Jurist)

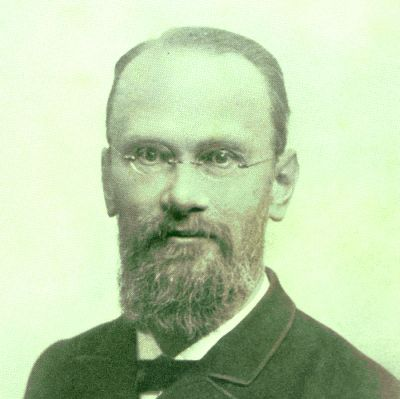
Jakob Georg Sulzer

Jakob Georg Sulzer (* 9. Mai 1844 in Winterthur; † 29. Dezember 1929) war ein Schweizer Jurist, Schriftsteller und Spiritist.

## Familie
Er wurde als Sohn von Jakob Heinrich Sulzer und Catharina Forrer geboren. 1875 heiratete er Anna Klein († 1879), mit der er drei Kinder hatte.

## Leben
Sulzer studierte ab 1863 Rechtswissenschaft an der Universität Zürich. 1864/1865 studierte er für zwei Semester auch in Deutschland an der Universität Heidelberg. 1868/1869 legte er die erste Advokatsprüfung ab. Ab 1870 war er als Adjunkt des Bezirks-Statthalters tätig. 1871 wurde er zum Richter am Bezirksgericht Winterthur gewählt und 1877 Vizepräsident des Bezirksgerichtes. 1881 wurde er durch den Kantonsrat zum Richter am Obergericht ernannt. 1890 trat er als Richter am Obergericht zurück. 1891 wurde er zum Ersatzmann und 1894 zum ordentlichen Mitglied am Kassationsgericht des Kantons Zürich gewählt. 1896 wurde er als Nachfolger eines zurückgetretenen Präsidenten zum Präsidenten des Kassationsgerichtes gewählt. Für den Zeitraum 1899 bis 1905 wurde er regulär zum Präsidenten des Gerichtes gewählt.
Sulzer gehörte mit seinen Büchern zur damaligen christlichen Spiritismus-Szene der Schweiz.

## Werke (Auswahl)
- Die Darwin’sche Deszendenz-Lehre im Lichte des Spiritismus. Ein Vortrag. Selbstverlag, o. O. 1902.
- Aufschluss über Spiritismus. Karl Rohm, Lorch 1903.
- Was ist Wahrheit? Mutze, Leipzig 1920.
- Mein Weltbild. Baum, Pfullingen 1926.